# Coyote Springs
Coyote Springs é uma comunidade planificada/planejada desenvolvida no condado de Lincoln e no condado de Clark. A comunidade foi inicialmente planejada por Harvey Whittemore (um advogado e homem de negócios de Reno lobista do jogo, álcool e tabaco) e Pardee Homes. Thomas Seeno e Albert Seeno, JR tornaram-se os únicos proprietários de Coyotte Springs após a resignação de Harvey Whitemore  do Wingfield Nevada Holding Group e também problemas legais. Nenhuma casaa tinha sido construída até 2012 e um porta-voz da empresa predisse que a construção levaria anos.

## Desenvolvimento atual
Foi construído um campo de golfe concebido por Jack Nicklaus, mas os trabalhos adicionais foram adiados devido à recessão económica nos Estados Unidos e a complexos problemas legais.O desenvolvimento desta cidade planificada/planejada atraiu muita controvérsia, não só devido a problemas ambientais e a alegações de favoritismos políticos.

## Localização
A comunidade foi planejada para cobrir uma área de 170 km2. A maioria do território ficaria no condado de Lincoln, mas o desenvolvimento inicial foi em porções de terra do condado de Clark.  Coyote Springs fica localizada entre a U.S. Route 93 a oeste e as Meadow Valley Mountains a leste, a menos de uma hora de Las Vegas e  Las Vegas Strip. O único acesso para a comunidade é através da  U.S. Route 93 ou pela Route 168.